# Institut indien d'Oxford
L’Institut indien d'Oxford, situé à l'angle des rues de Holywell et Catte Street a été conçu par Basil Champneys. La première section du site a été construite en 1883. Puis deux baies furent édifiées[pas clair] en 1884. Le bâtiment fut étendu après 1896.
Cet institut a été pensé en 1875 par le professeur Monier Monier-Williams, élu en 1860 à la Chaire Boden de sanskrit de l'Université d'Oxford.